# غويلرمو غريغوريو
غويلرمو غريغوريو (بالإسبانية: Guillermo Gregorio)‏ هو عازف ساكسفون أرجنتيني، ولد في 1941 في بوينس آيرس في الأرجنتين.

## وصلات خارجية
- غويلرمو غريغوريو على موقع ميوزك برينز (الإنجليزية)
- غويلرمو غريغوريو على موقع أول ميوزيك (الإنجليزية)
- غويلرمو غريغوريو على موقع ديسكوغز (الإنجليزية)